# Hexapterella steyermarkii
Hexapterella steyermarkii là một loài thực vật có hoa trong họ Burmanniaceae. Loài này được Paulus Johannes Maria Maas & Hillegonda Maas mô tả khoa học đầu tiên năm 1989.